# 李際春 (萬曆丁丑進士)
李際春（1552年—？），字和元，號鑑池，黄州府蕲州衛人，官籍，明朝政治人物、進士出身。

## 生平
萬曆元年（1573年）癸酉科湖广乡试第三名举人，五年（1577年）丁丑科会试第五十名，三甲九十八名進士。初授浙江歸安知縣，分试浙闱。十一年擢户部主事，十五年督饷兰州，十六年丁内艰归。服阕，以户部郎中复督饷于兰。二十年迁凉州右参议，二十一年十月升云南提学副使，寻调任广西督学，二十二年赴任，后辞官归里。万历四十一年以两台疏荐，起复四川右参议，四十三年升河南汝南道副使，卒于官。

## 家族
先世为河南息县人，洪武间始祖李庆以军功授朔州卫百户，传李信、李斌二代，改滁州卫，又改蕲州卫。李斌之子李俊從景皇帝征香炉山，擒伪主韦同烈，升世袭副千户，俊孙李儒。
李儒，號東池，年四十二卒，有五子：同春、得春、孟春、盛春、际春。长子李同春，號仰池，袭蕲州卫世职，官至广西都司，屡建奇功，擢思恩参将。有子李楷、李栋嗣职。次子李得春，號思池，诸生。三子李孟春，號愛池，中隆庆丁卯乡试，授西平知县，万历二十六年以考最升重庆府同知，以疾辞，加升南京刑部主事致仕归。四子李盛春，號夢池，官兵部侍郎。